# Liste der Monuments historiques in Hermes (Oise)
Die Liste der Monuments historiques in Hermes (Oise) führt die Monuments historiques in der französischen Gemeinde Hermes auf.

## Liste der Bauwerke
| Bezeichnung                  | Beschreibung              | Standort | Kennzeichnung | Schutzstatus | Datum | Bild           |
| ---------------------------- | ------------------------- | -------- | ------------- | ------------ | ----- | -------------- |
| Kirche Vincent               |                           | (Lage)   | PA00114715    | Inscrit      | 1927  | weitere Bilder |
| Ehemaliges Kloster Froidmont | Erbaut im 12. Jahrhundert | (Lage)   | PA00114714    | Inscrit      | 1988  | weitere Bilder |

## Liste der Objekte
- Monuments historiques (Objekte) in Hermes (Oise) in der Base Palissy des französischen Kultusministeriums